# Thất Tinh Quan
Thất Tinh Quan (chữ Hán giản thể: 七星关区, bính âm: Qīxīngguān Qū) là một khu thuộc địa cấp thị Tất Tiết, tỉnh Quý Châu, Cộng hòa Nhân dân Trung Hoa. Quận Thất Tinh Quan nằm ở phía tây Quý Châu, giáp với Tứ Xuyên. Quận này có diện tích 3414,9 km2, dân số là 1,27 triệu người, có 22 dân tộc. Mã số bưu chính là 551700. Quận lỵ đóng ở trấn Thành Quan. Thất Tinh Quan giáp các đơn vị cấp huyện: đông giáp Hách Chương và Nạp Ung, tây giáp Uy Ninh, nam giáp Lục Bàn Thủy, đông giáp Trấn Hùng và Di Lương. Về mặt hành chính, quận này được chia thành 6 nhai đạo, 27 trấn, 2 hương và 6 hương dân tộc.